# 安城市警察
安城市警察（あんじょうしけいさつ）は、かつて愛知県安城市に存在した自治体警察である。

## 概要
従来の愛知県警察部が解体され、警察部に属していた旧安城警察署に代わって、1948年（昭和23年）3月7日に安城町域を管轄する安城町警察が発足した。
1951年（昭和26年）の警察法一部改正で、安城町でも自治体警察の存廃が論議されたが存続し、1952年（昭和26年）の市制施行で、安城町警察は安城市警察になった。
1954年（昭和29年）7月に新警察法が公布された。これにより国家地方警察と自治体警察は姿を消し、新たに都道府県警察として愛知県警察が発足。安城市警察も愛知県警察に統合された。

### 警察署
- 安城市警察署